# Wahl zum 20. Bayerischen Landtag
Die Wahl zum 20. Bayerischen Landtag findet turnusgemäß voraussichtlich 2028 statt.

## Organisation

### Termin
Laut der Verfassung des Freistaates Bayern ist die Wahl auf einen Sonntag „frühestens 59 Monate, spätestens 62 Monate“ nach der vorausgehenden Landtagswahl festzulegen, die am 8. Oktober 2023 stattfand. Delegierte zu den internen Aufstellungsversammlungen können frühestens 43 Monate nach der vorausgegangenen Wahl bestimmt werden. Sie hat also zwischen einschließlich 10. September und 10. Dezember 2028 stattzufinden, wenn es nicht zu vorgezogenen Neuwahlen kommt.

### Wahlsystem
Im Gegensatz zum Bundestagswahlrecht werden bei der Sitzverteilung nach Verhältniswahl auch die Erststimmen berücksichtigt. Es gibt keinen landesweiten Verhältnisausgleich, die Sitzverteilung erfolgt innerhalb der sieben Regierungsbezirke, die im Wahlrecht als Wahlkreise bezeichnet werden. An der Sitzverteilung nehmen Parteien und Wählergruppen teil, die mindestens 5 % der Gesamtstimmen (Summe aus Erst- und Zweitstimmen) in Bayern erringen.
Die Wahlkreise sind in Stimmkreise unterteilt, in denen jeweils ein Abgeordneter direkt gewählt wird. Die Zahl der Stimmkreise beträgt etwa die Hälfte der Sitze im Wahlkreis.
Die Mandate werden nach einer Änderung des Landeswahlgesetzes erstmals bei einer bayerischen Landtagswahl anhand des Sainte-Laguë-Verfahrens berechnet.

## Ausgangslage
Die CSU wurde 2023 erneut stärkste Kraft. Deutliche Stimmenzugewinne machten Freie Wähler und AfD, die zweit- und drittstärkste Partei wurden. Verluste von knapp 3 Prozentpunkten erhielten die Grünen, die dadurch nur noch viertstärkste Kraft wurde. Erneut fünftstärkste Kraft wurde die SPD, nach erneuten Stimmverlusten. Durch Stimmverluste von 2 Prozentpunkten zog die FDP nicht erneut in den Landtag ein. Ebenso nicht im Landtag vertreten sind ÖDP und die Linke, die die Fünf-Prozent-Hürde verfehlten.
Anschließend wurde die Koalition aus CSU und Freien Wählern fortgesetzt (Kabinett Söder III).

### Bisher im Landtag vertretene Parteien
| Fraktion/Landesverband | Fraktion/Landesverband                  | Kurzbe- zeichnung | Sitze 2023 |
| ---------------------- | --------------------------------------- | ----------------- | ---------- |
|                        | Christlich-Soziale Union in Bayern      | CSU               | 85         |
|                        | Freie Wähler                            | FW                | 37         |
|                        | Alternative für Deutschland             | AfD               | 32         |
|                        | Bündnis 90/Die Grünen                   | Grüne             | 32         |
|                        | Sozialdemokratische Partei Deutschlands | SPD               | 17         |

## Umfragen

### Sonntagsfrage
| Institut          | Datum      | CSU    | FW     | AfD    | Grüne  | SPD    | FDP   | Linke | BP    | BSW   | Sonst. |
| ----------------- | ---------- | ------ | ------ | ------ | ------ | ------ | ----- | ----- | ----- | ----- | ------ |
| Bundestagswahl    | 23.02.2025 | 37,2 % | 4,3 %  | 19,0 % | 12,0 % | 11,6 % | 4,2 % | 5,7 % | 0,2 % | 3,1 % | 2,7 %  |
| INSA              | 20.10.2024 | 43 %   | 11 %   | 18 %   | 10 %   | 8 %    | —     | —     | —     | 5 %   | 5 %    |
| GMS               | 17.09.2024 | 42 %   | 11 %   | 12 %   | 10 %   | 7 %    | 2 %   | 1 %   | 2 %   | 6 %   | 7 %    |
| Forsa             | 08.08.2024 | 43 %   | 12 %   | 13 %   | 11 %   | 8 %    | 2 %   | —     | —     | 4 %   | 7 %    |
| Europawahl        | 09.06.2024 | 39,7 % | 6,8 %  | 12,6 % | 11,8 % | 8,9 %  | 3,9 % | 1,4 % | —     | 3,8 % | 11,1 % |
| GMS               | 07.05.2024 | 41 %   | 15 %   | 11 %   | 13 %   | 7 %    | 2 %   | 2 %   | 1 %   | 3 %   | 5 %    |
| GMS               | 06.02.2024 | 42 %   | 15 %   | 13 %   | 12 %   | 6 %    | 2 %   | 1 %   | 1 %   | 3 %   | 5 %    |
| Infratest dimap   | 17.01.2024 | 40 %   | 13 %   | 15 %   | 13 %   | 7 %    | 3 %   | —     | —     | —     | 9 %    |
| GMS               | 03.01.2024 | 41 %   | 16 %   | 14 %   | 13 %   | 6 %    | 3 %   | 1 %   | 1 %   | —     | 5 %    |
| Landtagswahl 2023 | 08.10.2023 | 37,0 % | 15,8 % | 14,6 % | 14,4 % | 8,4 %  | 3,0 % | 1,5 % | 1,0 % | —     | 4,3 %  |